# Ptychomitrium wilsonii
Ptychomitrium wilsonii är en bladmossart som beskrevs av Sullivant och Lesquereux 1859. Ptychomitrium wilsonii ingår i släktet atlantmossor, och familjen Ptychomitriaceae. Inga underarter finns listade i Catalogue of Life.